# Лазар Віктор Леонідович
Віктор Леонідович Лазар (нар. 4 березня 1960 р., с. Дроздівка, Куликівського району, Чернігівська область) — український підприємець, засновник групи компаній «ВИМАЛ», бізнесмен, меценат, громадський діяч, голова Чернігівської обласної організації роботодавців «Сіверщина». Голова Чернігівської районної державної адміністрації (2005—2007).

## Освіта
Після закінчення у 1975 році 8 класів Дроздівської середньої школи Куликівського району Чернігівської області, до 1977 році навчався в СПТУ-12 м. Прилуки Чернігівської області. У 1981 році закінчив з відзнакою Прилуцький технікум гідромеліорації і електрифікації сільського господарства за спеціальністю гідромеліорація. У 1991 році закінчив Харківський інженерно-будівельний інститут за спеціальністю водопостачання, каналізація, раціональне використання та охорона водних ресурсів і здобув кваліфікацію інженера-будівельника. У 2006 році закінчив Аспірантуру Запорізького гуманітарного інституту за спеціальністю державне управління.

## Трудова діяльність
В 1977 році розпочав трудову діяльність слюсарем-сантехніком Чернігівського спеціалізованого управління № 526 тресту «Сантехмонтаж-1». З 1979 до 1991 року пройшов шлях від слюсаря-сантехніка, старшого майстра, головного інженера до директора ПДП Виробничо-геологічного об'єднання «Чернігівнафтогазгеологія». З 1991 по 1997 рік — начальник, голова правління ВАТ «Комплектавтодор». 1997—2004 роки — директор науково-виробничого підприємства ТОВ «Ерна». В 2004, 2005 роках — директор заснованого ним в 1992 році Приватного багатопрофільного підприємства «ВИМАЛ» (крохмалепродукти). З 2005 по 2007 рік обіймав посаду голови Чернігівської районної державної адміністрації. 2007—2008 роки — заступник голови правління ВАТ «Домобудівник». З 2009 року — голова Чернігівської обласної організації роботодавців «Сіверщина». Залишаючись головою Чернігівської обласної організації «Сіверщина» на громадських засадах, з 2015 року очолив філію приватного багатопрофільного підприємства «ВИМАЛ» і будівельну компанію «ВИМАЛСПЕЦБУД».

## Громадська діяльність
1998—2012 рр. — член партії «Реформи і Порядок».. 2004 р.— довірена особа кандидата Ющенка В.А.  на пост президента України в Чернігівській області по ТВО №210 . 2007—2012 рр. — голова обласної організації партії «Реформи і Порядок». 2001—2012 рр. — голова Всеукраїнської асоціації виробників крохмалю України. Депутат Чернігівської обласної ради 3-х скликань: 2002 р., 2006 р. та 2010 р. З 2008 р. — член Координаційної ради з питань аграрної політики при Кабінеті Міністрів України. 2008—2012 р.р — помічник народного депутата України Коржа В. Т. на громадських засадах. З 2009 р. — голова Спільного представницького органу сторони роботодавців Чернігівської області. 2012 р. — член партії «УДАР». 2013 р. — член штабу національного спротиву Чернігівської області. 2013 р. — член президії ВО «МАЙДАН» в Чернігівській області.

## Сімейний стан
Одружений, має двох синів.

## Спорт
У 1981 р. було присвоєно звання «Майстер спорту УРСР» з гирьового спорту.

## Нагороди
- Три грамоти Чернігівської обласної Державної адміністрації [16](2000 р., 2003 р., 2006 р.);
- Грамота Чернігівської обласної ради (2004 р.);
- Грамота Міністра Молоді та спорту України (2006 р.);[4]
- Грамота Комітету регуляторної політики [4] (2002 р.);
- Подяка Президента України[4] (26 червня 2007 р.);
- Подяка Президента України[4] (22 липня 2010 р.);
- Медаль «За гідність та патріотизм» Всеукраїнського об'єднання «Країна» (16 червня 2016 р.);
- Нагрудний знак від командувача військ оперативного командування «Північ» Сухопутних військ Збройних Сил України — медаль «За сумлінну службу» (3 грудня 2019 р.);
- Орден «За заслуги» III ступеня (27 червня 2020 р.)[17].

## Додаткові відомості
Є автором 18 наукових праць. Має винахід — батарейний циклон (деклараційний патент ВОЗСЗ/32). Один з учасників розробки комплексної програми підтримки розвитку українського села на 2006 - 2010р.р 